# La Fille d'Homère
La Fille d'Homère (Homer's Daughter) est un roman de l'écrivain britannique Robert Graves publié en 1955. 
Le récit s'établit à partir de l'hypothèse de Samuel Butler, dans son livre The Authoress of the Odyssey, selon laquelle l'auteur de l'Odyssée est une femme sicilienne de Trapani.
Le titre fait référence au fait que les aèdes se nommaient eux-mêmes des «fils d'Homère» et qu'il s'agit ici d'un personnage féminin.